# Caponnière
La caponnière ou moineau, à son origine, est un élément de la fortification dont le rôle est de battre le fossé par flanquement.

## Étymologie et définition

### Étymologie
Il est probable que le mot vienne de « capon », lui-même dérivé du bas latin capit (tête), à l'instar des mots « chapeau », « chef », « capeline », « capitale », etc. Probablement parce que les caponnières étaient implantées dans les fossés des forteresses, donc à l'extérieur de l'enceinte, comme des « têtes » tournées résolument vers l'assaillant. Signalons que dans le langage des XVe siècle et XVIe siècle, faire face à quelqu'un se disait « tourner visage » ou « tourner tête à quelqu'un » (voir les Commentaires de Blaise de Monluc).

### Définitions
- Tourelle basse et crénelée, construite au pied des remparts d'une fortification médiévale pour en assurer la défense ;

- Communication enterrée en fond de fossé reliant le corps de place à un ouvrage extérieur (fortification bastionnée[1]) ;
- Casemate défilée à un ou deux étages de canons ou mousqueterie, destinée au flanquement des fossés (fortification polygonale[1]).

## Ordre
Caponnière est un terme du glossaire de la fortification dont la signification a évolué au cours des siècles pour désigner des ouvrages d'architecture défensive différents souvent par leur conception technique et par l'usage auquel ils étaient destinés. C'est ainsi qu'on distingue, du XVe siècle jusqu'à l'époque contemporaine, trois ouvrages défensifs différents qui furent appelés « caponnières » :
- la caponnière médiévale apparue dans la seconde moitié du XVe siècle sous le nom de «moineau » ;
- la caponnière pour la fortification bastionnée, un chemin protégé imaginé par Vauban au XVIIe siècle ;
- et enfin la caponnière contemporaine de la fin du XIXe siècle propre à la fortification polygonale, réapparition du principe de la caponnière médiévale.

Certains bunkers allemands de la seconde guerre mondiale comportaient une casemate de défense de l'entrée baptisée caponnière.

## En fortification médiévale
À la fin de la période médiévale, la caponnière, d'abord connue sous le nom de moineau est un petit ouvrage bas et vouté, installé en fond de fossé, d'où les défenseurs peuvent tirer en flanquement, de part et d'autre de la courtine. Cette première génération de caponnière présente l'avantage d’être à l’abri des coups directs de l’artillerie de siège et des assaillants. 
Le mot renvoie probablement à l'isolement des soldats qui l'occupaient. On retrouve cette même hypothèse d'étymologie pour les moines, vivant en retrait dans un monastère, et dont la couleur de l'habit peut rappeler celle des plumes du moineau. Cette hypothèse est à rapprocher de l’hypothèse d'étymologie des corbeaux, autre volatile, désignant un ouvrage perché.
Casemates adossées à l'escarpe, établies au pied des courtines ou sous les arches des ponts dormants, les moineaux étaient destinés à permettre aux défenseurs de battre le fond des fossés par des tirs rasants. Les embrasures de tir qui y étaient aménagées pouvaient être des canonnières ou des arbalétrières.
Les exemples de moineaux médiévaux subsistant en France sont rares :
- Le moineau à deux niveaux du château de Bonaguil (construit entre 1490 et 1505, c'est un des premiers « vrais » moineaux en France[3]) ;
- Les deux moineaux du château de Hédé (dernier quart du XVe siècle) ;
- Le moineau du château de Tonquédec (vers 1475) ;
- Le moineau du château médiéval de Pouancé ;
- Le moineau du château de Bouthéon, sous les arches du pont dormant ;
- Le moineau du château de Bridoré ;
- La tour Dex[a] à Metz en bord de la Seille, près de la porte des Allemands ;
- au château de Bridoré ;
- à la forteresse de Salses ;
- Le moineau de la forteresse de Mornas.

Hors de France :
- au fort Munot à Schaffhouse, en Suisse[5].

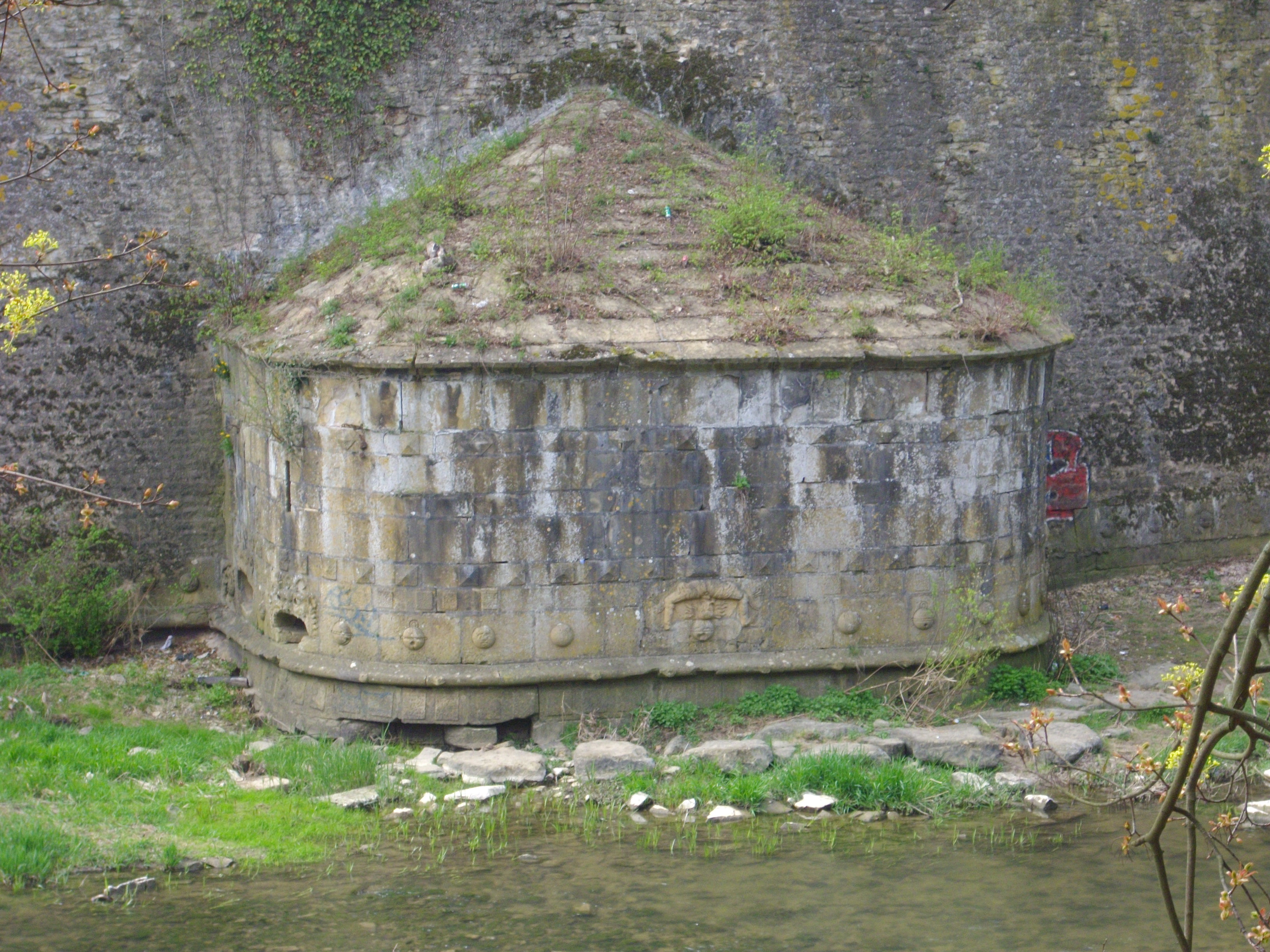
La tour Dex, moineau au pied de l'enceinte médiévale de Metz.
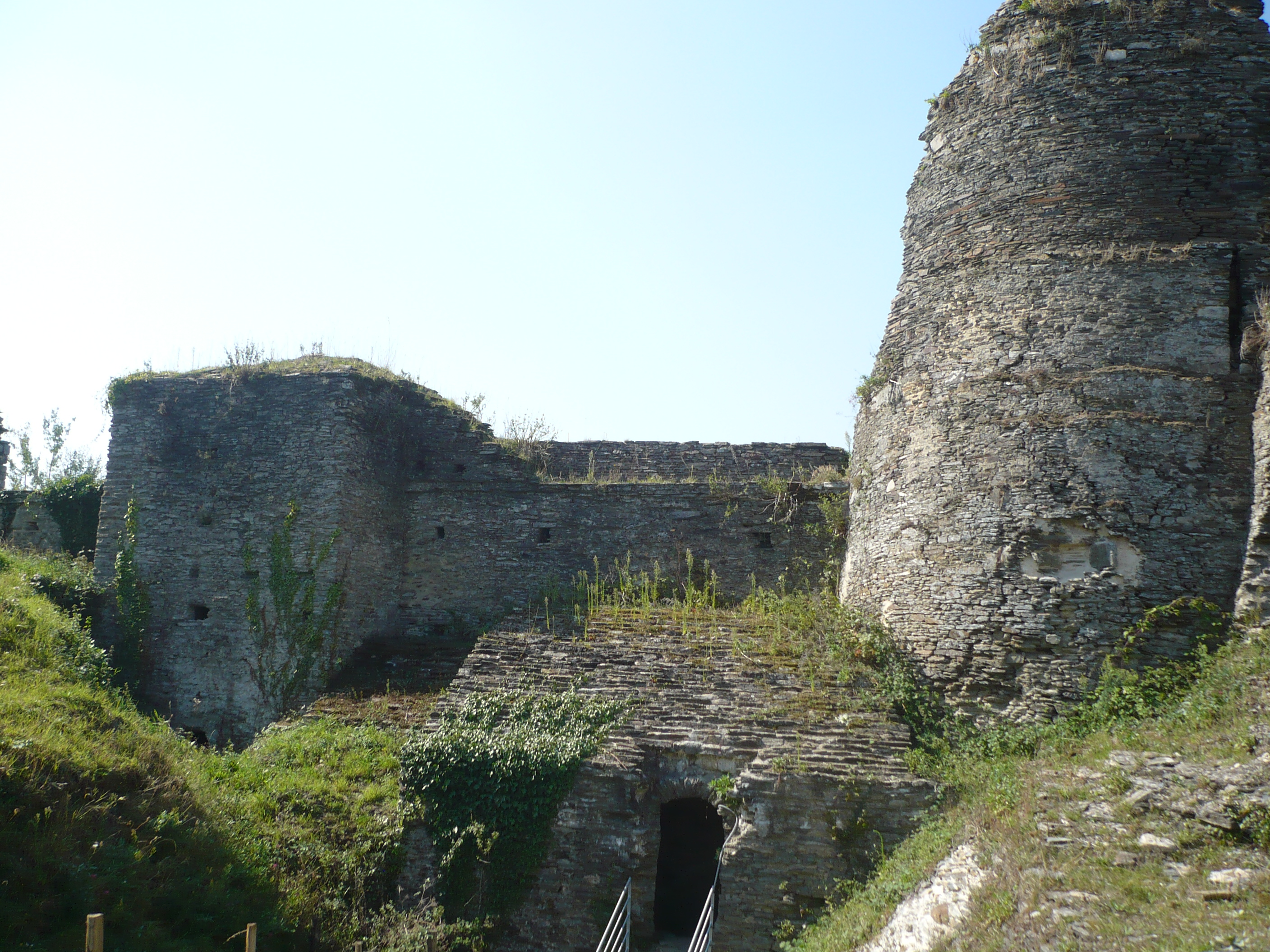
Le moineau du château médiéval de Pouancé.
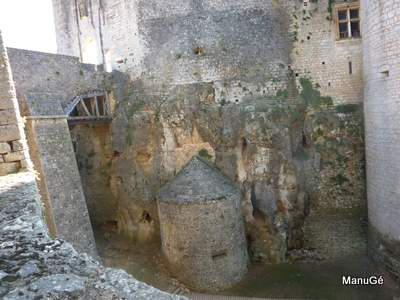
Le moineau du château de Bonaguil.

À partir du XVIe siècle, l'amélioration de l'armement et les progrès de l'architecture militaire mènent à la fortification bastionnée. Le moineau disparaît alors au profit de la caponnière, un chemin protégé battant les fossés. Puis, son principe est repris au milieu du XIXe siècle avec la caponnière de la fortification polygonale, une casemate modernisée pour tenir compte des progrès de l'artillerie.

## En fortification bastionnée
La caponnière est un chemin protégé balayant le fond du fossé. Le rôle défensif est donc sensiblement le même, mais l’élément défensif n'étant plus une casemate, cette caponnière doit être bien distinguée de ses homonymes qui précèdent et suivent.
Une caponnière, est en fortification bastionnée un passage situé en fond de fossé flanqué par un mur ou un parapet en terre qui permet aux défenseurs de se déplacer de la porte ou de la poterne vers un ouvrage extérieur en étant protégés du feu ennemi tout en permettant de défendre le fond du fossé,. Généralement positionné au milieu du fossé, le passage dispose d'un mur ou parapet de chaque côté d'où l'appellation de double caponnière. 
Par extension, le terme caponnière fut attribué à tout passage protégé assurant une liaison entre deux ouvrages, qu'il soit ou non couvert et situé ou non à fond de fossé. On peut ainsi voir des caponnières de liaison : entre l'enceinte urbaine et le fort de France à Colmars, entre la citadelle et la tour du sel à Calvi, entre les forts des Trois-Têtes et du Randouilet à Briançon.

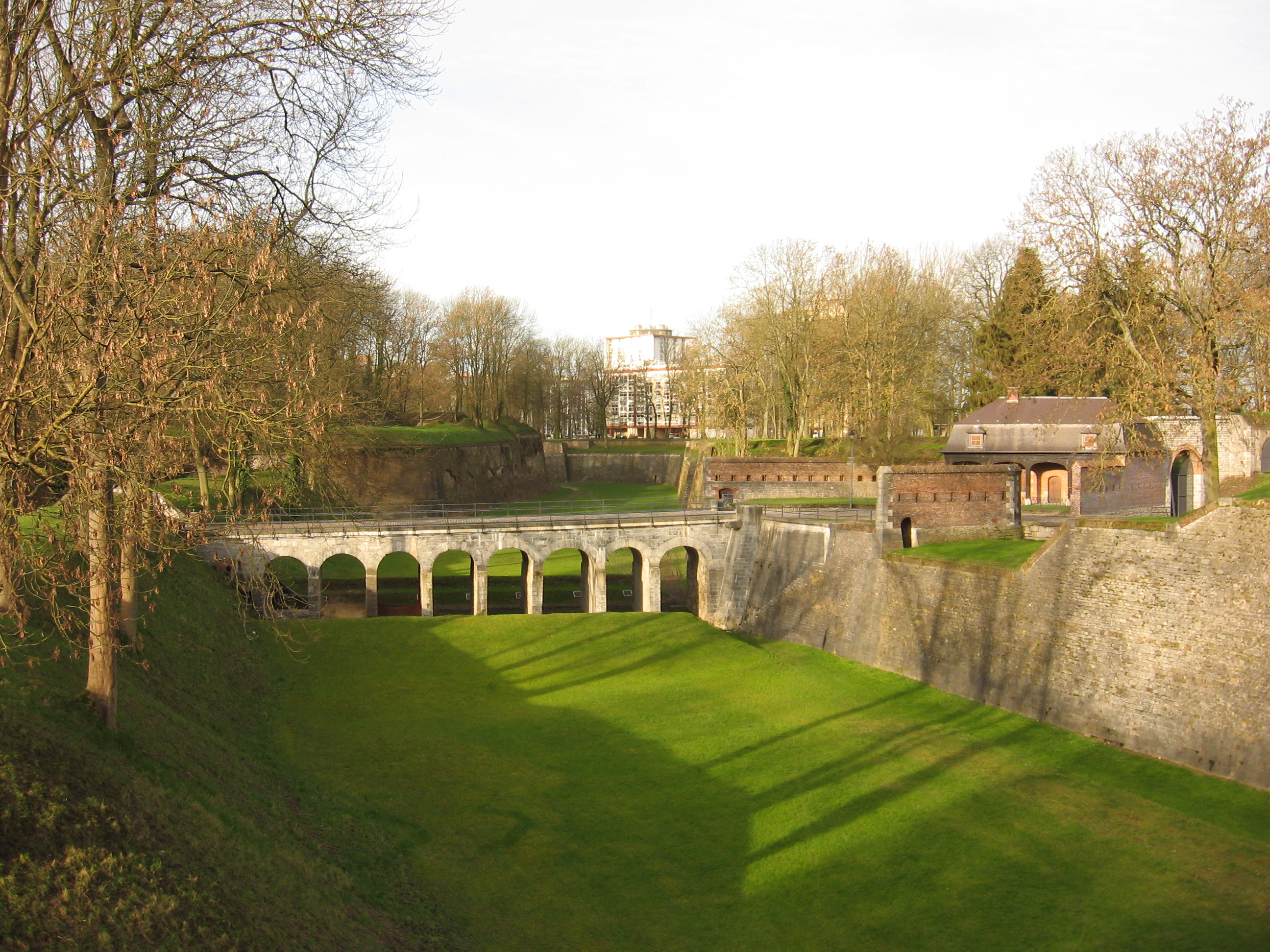
Caponnière flanquée par des talus en terre en fond de fossé qui suit le pont dormant entre la porte de Mons et la demi-lune de Mons à Maubeuge
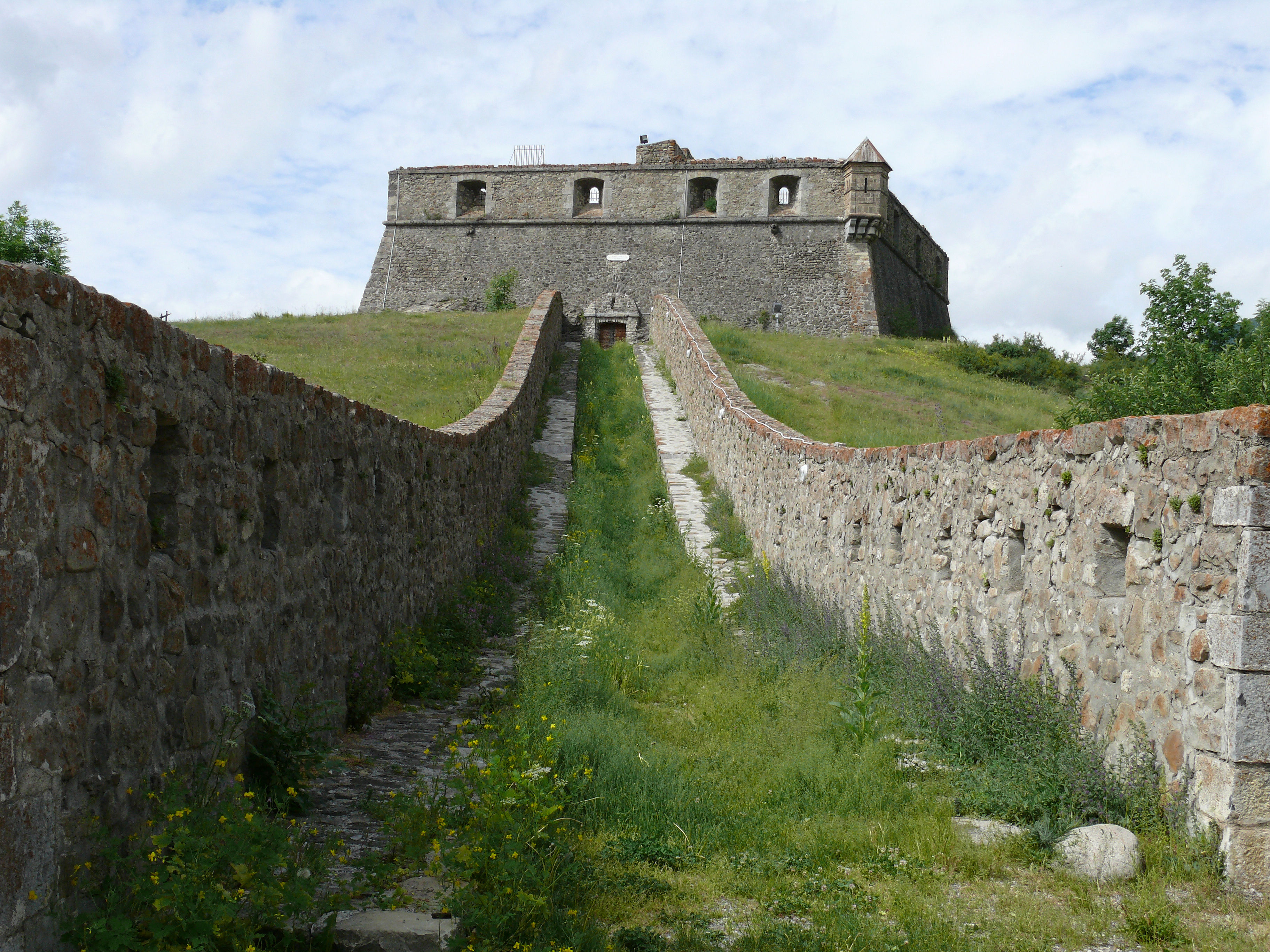
Exemple d'une caponnière non située en fond de fossé à Colmars entre le fort de France et l’enceinte de la ville
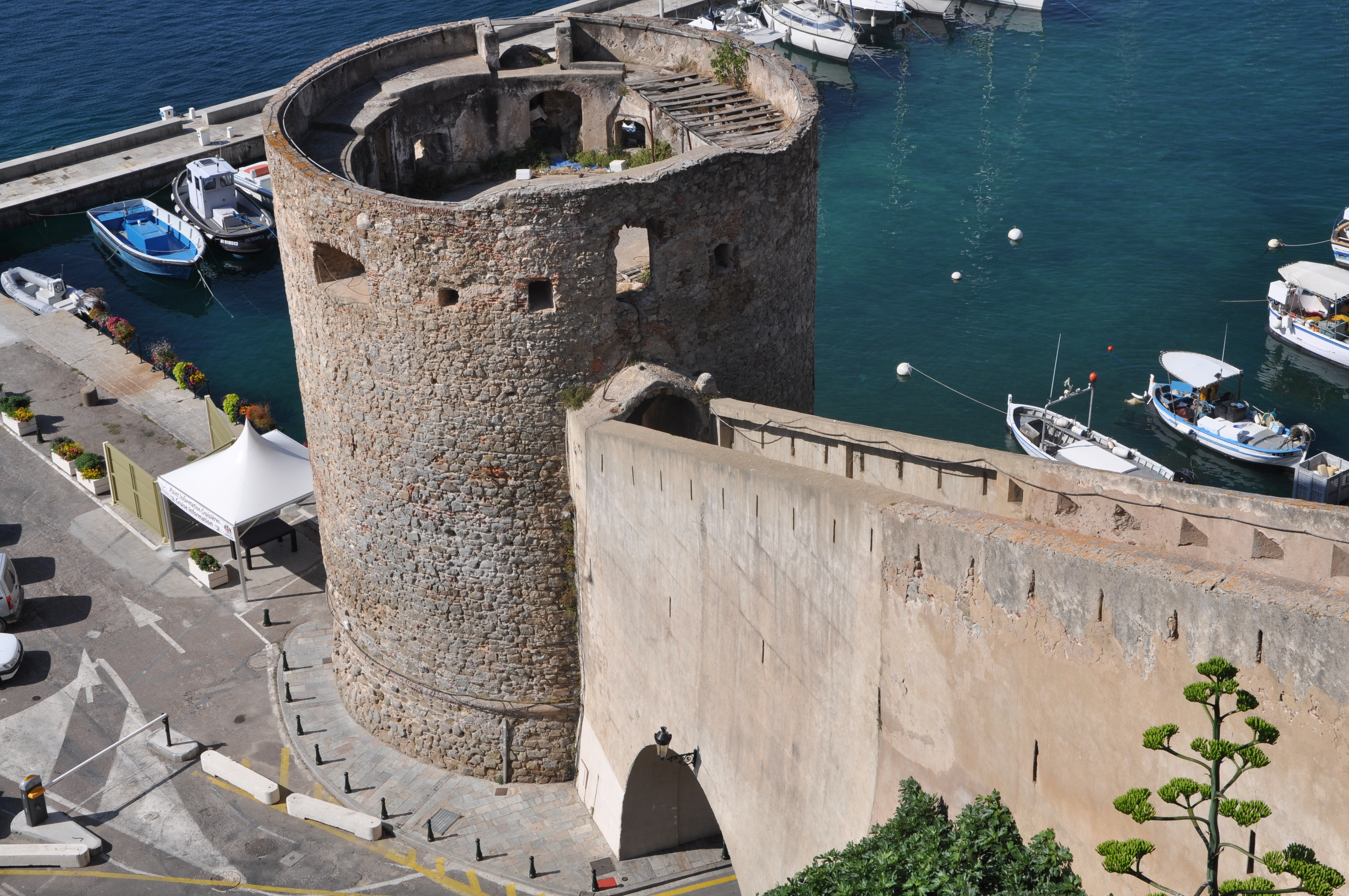
Caponnière à 2 niveaux superposés (le supérieur est ouvert) reliant la Tour du sel à la citadelle de Calvi
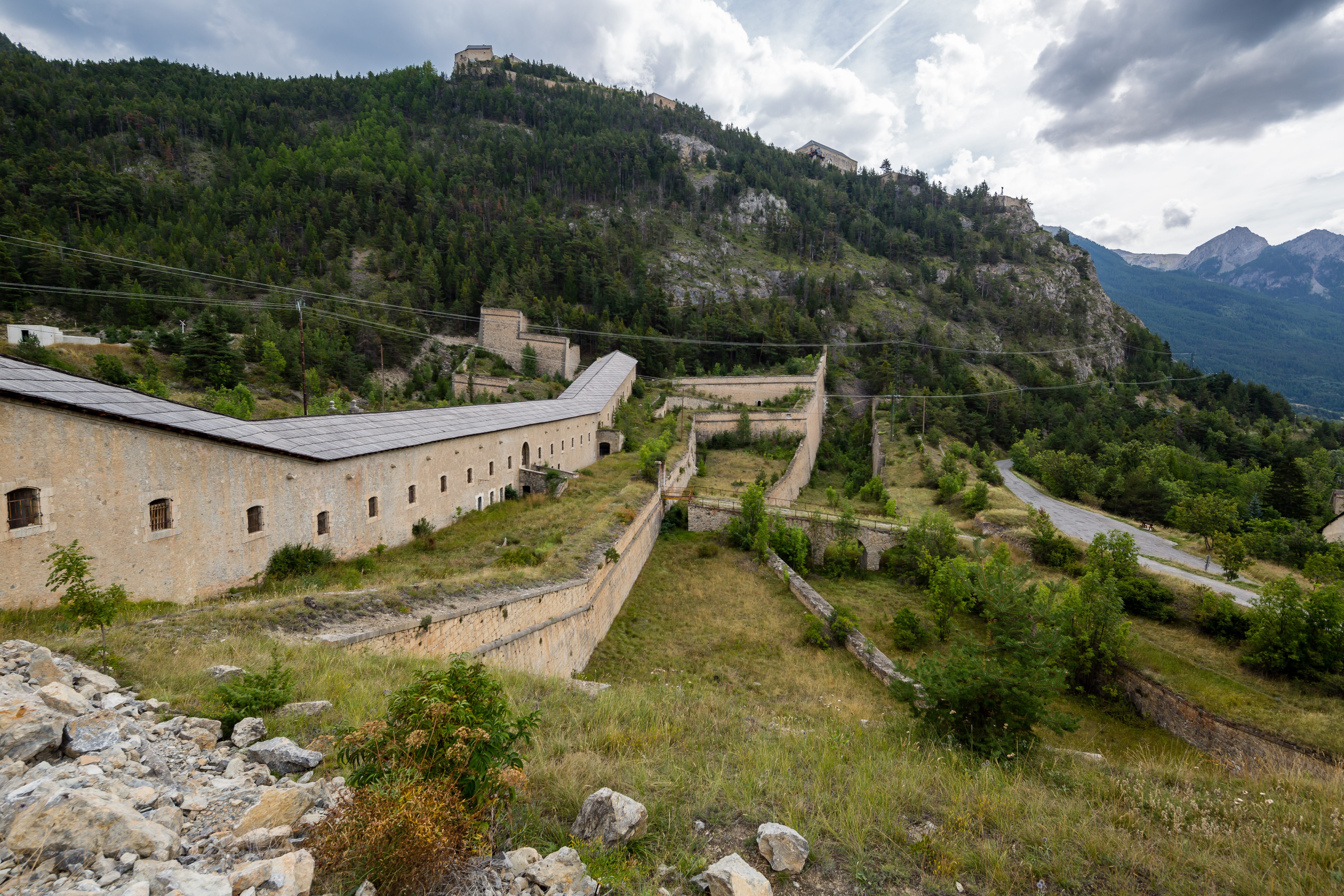
Double caponnière dite Communication Y près de Briançon
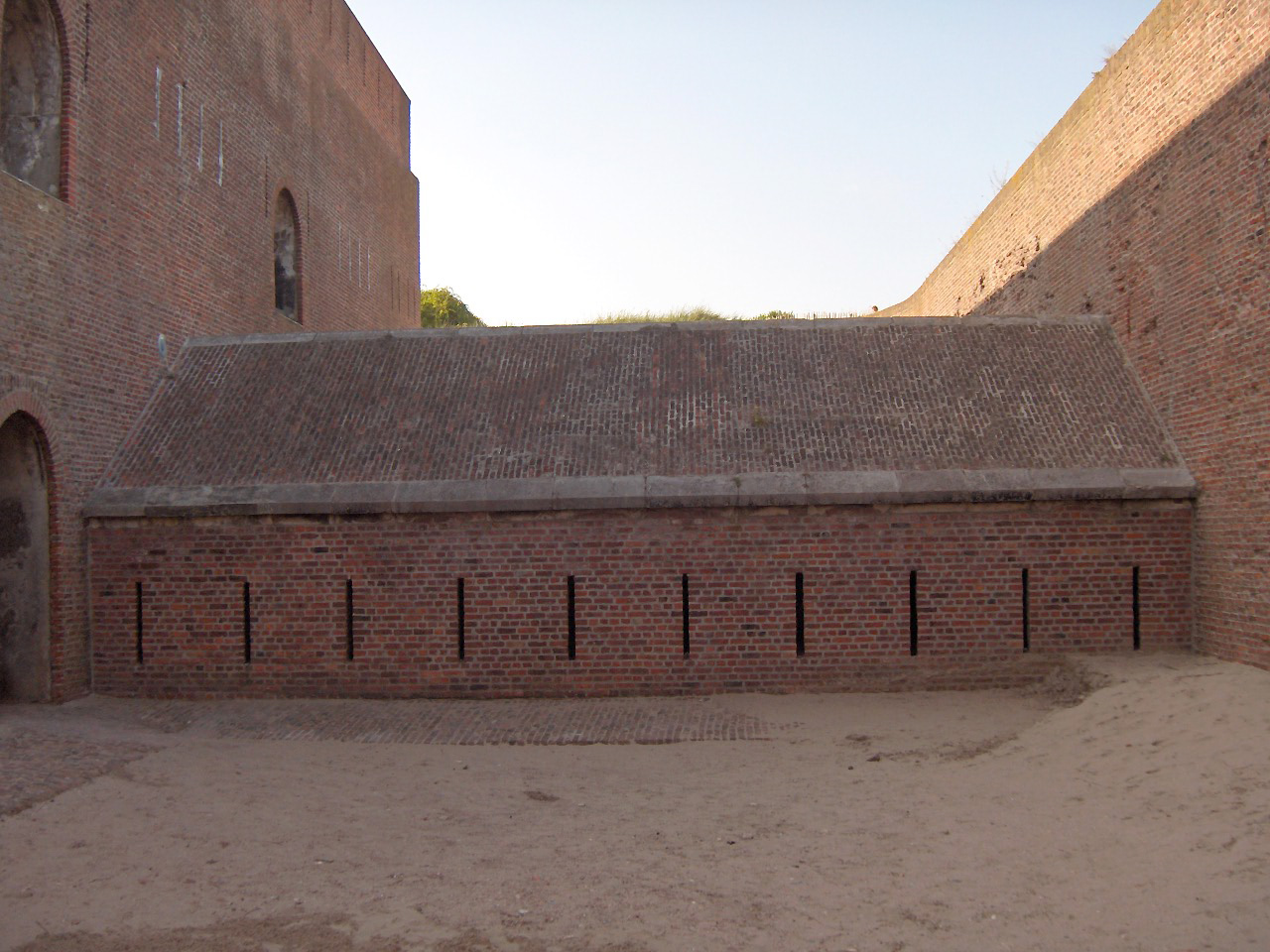
Caponnière de fossé du fort Napoléon d'Ostende

## En fortification polygonale
Au milieu du XIXe siècle, les bastions sont devenus trop vulnérables face aux progrès de l'artillerie : ils sont remplacés pour la défense des fossés par des caponnières tirant uniquement en flanquement le long des fossés. Ces ouvrages, adossés au mur d'escarpe, sont assez bas pour être défilés aux coups directs de l'assaillant ; ils sont implantés aux angles du fort pour prendre en enfilade toute une face du fossé (caponnière simple, ou « aileron ») ou deux faces (caponnière double) ), avec quelques cas pour trois (triple). Des créneaux de tirs permettent de tirer au fusil et/ou avec de petites pièces d'artillerie sous casemate. Dans le fossé, la caponnière est entourée d'une cunette (un petit fossé, ancêtre du fossé diamant) sèche ou rempli d'eau, défendue par des « créneaux de pied » (une sorte de mâchicoulis).
À la fin du XIXe siècle, les nouveaux obus et explosifs sont capables de défoncer les caponnières (lors de la crise de l'obus-torpille). Une solution est de remplacer les caponnières en maçonnerie par des coffres de contrescarpe en béton.

Plan-type d'une caponnière (fortification polygonale)
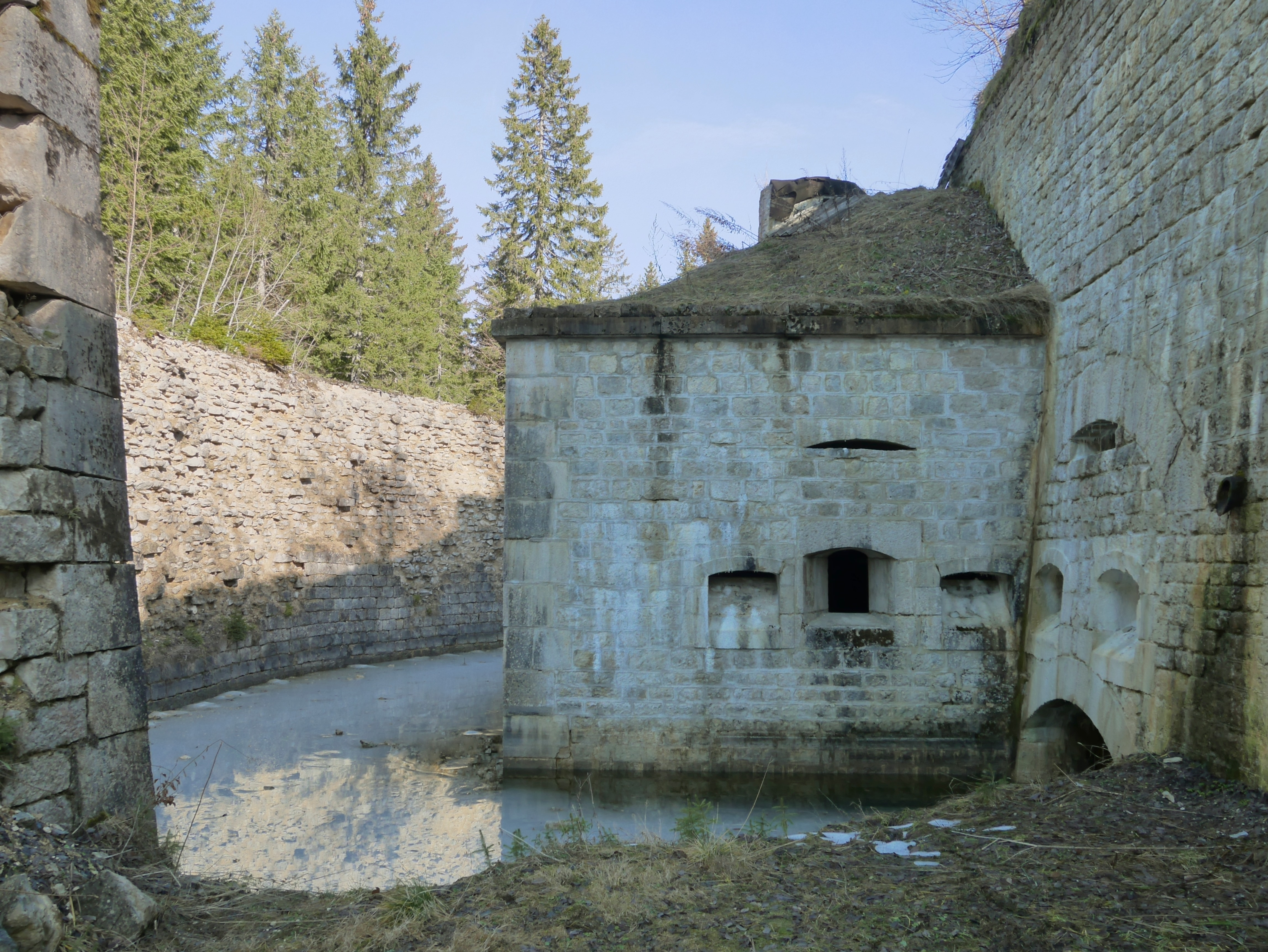
Caponnière double au saillant I du fort du Risoux
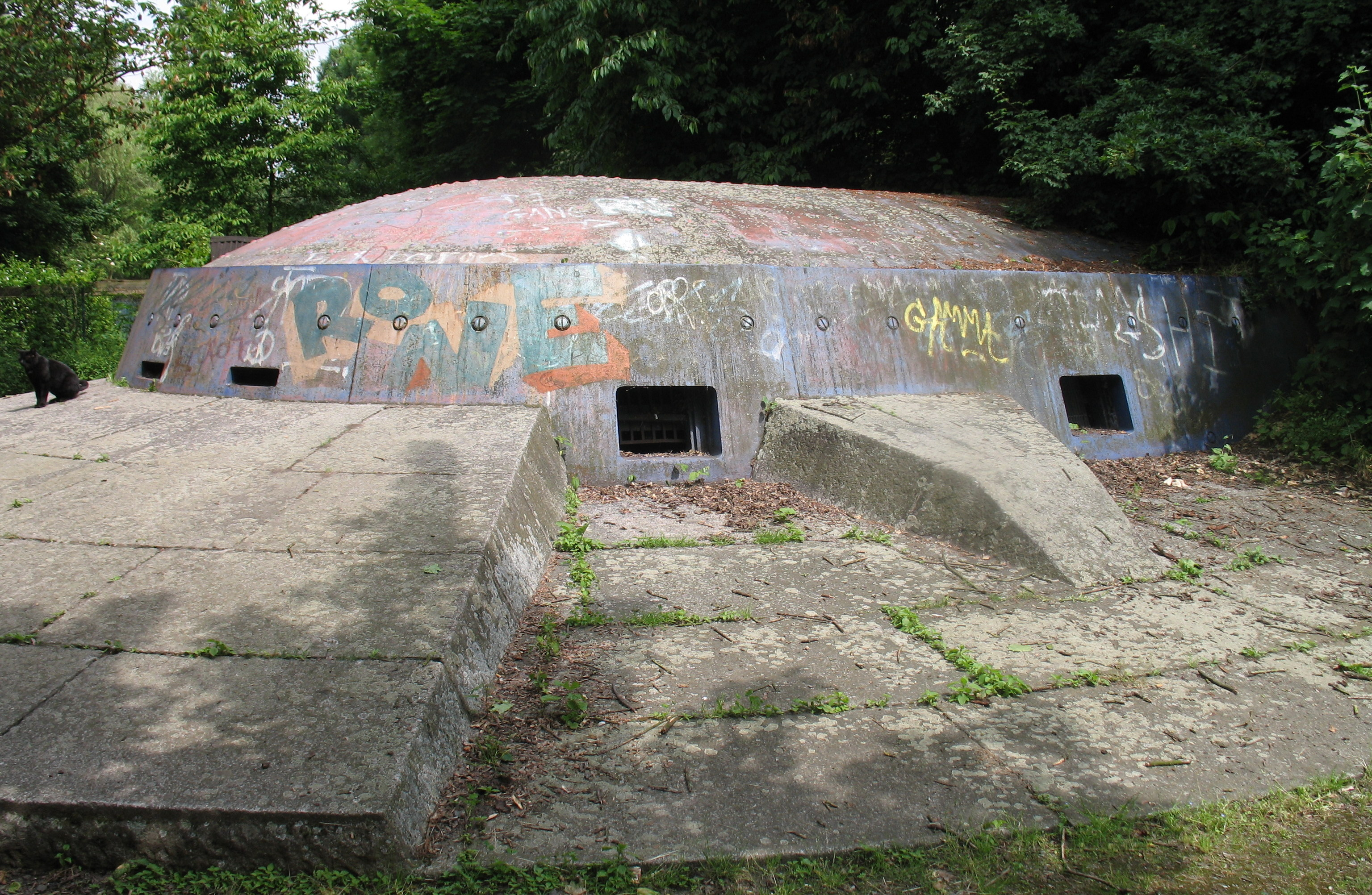
Caponnière intégrée au rempart urbain de Strasbourg durant la seconde guerre mondiale